# La Morera de Montsant (kommunhuvudort)
La Morera de Montsant är en kommunhuvudort i Spanien.   Den ligger i provinsen Província de Tarragona och regionen Katalonien, i den östra delen av landet, 400 km öster om huvudstaden Madrid. La Morera de Montsant ligger 750 meter över havet och antalet invånare är 182.
Terrängen runt La Morera de Montsant är kuperad. Runt La Morera de Montsant är det glesbefolkat, med 18 invånare per kvadratkilometer. Närmaste större samhälle är Alforja, 12,7 km sydost om La Morera de Montsant. 